# Rusudan di Georgia
Rusudan Bagration (in georgiano რუსუდანი?, Rusudani; 1194 – 1245) è stata regina regnante della Georgia dal 1223, per 22 anni, fino alla morte. Sotto il suo regno la Georgia dovette fronteggiare alcune devastanti invasioni, fino a divenire vassalla dei mongoli.

## Biografia
Rusudan nacque nel 1194 dall'unione tra la grande regina Tamara ed il suo secondo marito, il principe alano David Soslan. Il 18 gennaio 1223 succedette al fratello Giorgio IV, morto poco più che trentenne a causa delle ferite riportate nel corso delle prime invasioni mongole della Georgia. La morte prematura del sovrano ed il regno di Rusudan segnarono l'inizio della fine della cosiddetta "età dell'oro" della Georgia medievale, giunta all'apogeo della propria potenza sotto il regno di Tamara.

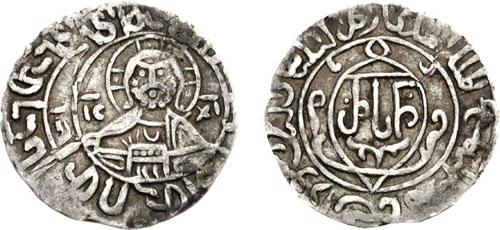
Moneta con effigie di Cristo, emessa intorno al 1230

Nell'autunno del 1225 la Georgia fu attaccata dallo scià corasmio Jalal al-Din Mankubirni, rincorso dai mongoli. I georgiani soffrirono un'amara sconfitta nella battaglia di Garni e la corte reale, con la regina Rusudan, si spostò a Kutaisi, allorquando la capitale Tbilisi fu assediata dai corasmi. Il 9 marzo 1227 Jalal riuscì ad impadronirsi della città. Gli abitanti lottarono con coraggio e oltre centomila persone persero la vita quando Tbilisi soccombette definitivamente ai corasmi. Ai georgiani sconfitti fu infatti ordinato di cambiare religione ed abbracciare l'Islam, ma il loro rifiuto condusse al massacro di quasi l'intera popolazione della capitale.
Successivamente i georgiani, approfittando degli insuccessi di Jalal in Armenia, riconquistarono Tbilisi. Tuttavia, furono subito costretti ad abbandonare la città. Rusudan allora concluse un'alleanza con gli alani, i kipčaki e, soprattutto, con i vicini sovrani selgiuchidi del Sultanato di Rum e di Ahlat. Ciononostante i georgiani furono sconfitti dai corasmi a Bolnisi, prima ancora che i selgiuchidi potessero arrivare (1228). Jalal fu finalmente sconfitto dagli alleati della Georgia solo nel 1230.
La minaccia rappresentata dai corasmi fu ben presto soppiantata dal ritorno dei mongoli. Costoro avanzarono in Georgia nel 1235. Devastata e depredata dalle incursioni di Jalal, la Georgia si arrese senza alcuna significativa resistenza. La regina fuggì di nuovo nella zona occidentale del paese. I mongoli occuparono Tbilisi ed ottennero la sottomissione dell'alta nobiltà rappresentata da Avag I della dinastia zakaride. Alcuni nobili, come il duca di Meschezia, proseguirono la lotta contro l'invasore. Tuttavia, dal 1240 tutto il paese cadde sotto il giogo mongolo. La sovrana cercò invano anche l'aiuto delle corti dell'Europa occidentale e di papa Gregorio IX. Obbligata ad accettare la signoria del khan mongolo nel 1242, Rusudan dovette pagare un tributo annuale di 50.000 monete d'oro (gli hyperpyron bizantini) e supportare i mongoli con un esercito georgiano.
Temendo che suo nipote Davide VII (figlio illegittimo di Giorgio IV) aspirasse al trono, Rusudan lo fece tenere prigioniero alla corte di suo genero, il sultano Kaykhusraw II, mentre mandò suo figlio Davide VI presso la corte mongola al fine di garantirgli il riconoscimento ufficiale come erede legittimo. La regina morì nel 1245, all'età di 51 anni, ancora in attesa del ritorno del figlio. Fu sepolta a Mtskheta nella cattedrale di Svetitskhoveli vicino ad altri sovrani della dinastia.

## Famiglia
Rusudan sposò nel 1224 il principe selgiuchide Ghias ad-din, un nipote di Qilij Arslan II, convertito al cristianesimo ortodosso in concomitanza del matrimonio. Essi divennero genitori di Davide VI e di Tamara (conosciuta con il nome selgiuchide di "Gürcü Hatun"). Davide VI fu re di Georgia fino al 1259 e successivamente re della sola Imerezia. Tamara andò in sposa come terza moglie al sultano di Rum, Kaykhusraw II. A seguito della morte di quest'ultimo nel 1246, la figlia di Rusudan sposò Pervâne.

## Ascendenza
|                        |                       |                      | Genitori |  |  | Nonni |  |  | Bisnonni |  |  | Trisnonni |  |
|                        |                       |                      |          |  |  |       |  |  | …        |  |  | …         |  |
|                        |                       |                      |          |  |  |       |  |  | …        |  |  | …         |  |
|                        |                       | …                    |          |  |  |       |  |  | …        |  |  |           |  |
| …                      |                       |                      |          |  |  |       |  |  | …        |  |  |           |  |
|                        |                       | …                    | …        |  |  |       |  |  |          |  |  |           |  |
|                        |                       | …                    | …        |  |  |       |  |  |          |  |  |           |  |
|                        |                       | …                    | …        |  |  |       |  |  |          |  |  |           |  |
| Davide Soslani         |                       | …                    |          |  |  |       |  |  |          |  |  |           |  |
|                        |                       | …                    | …        |  |  |       |  |  |          |  |  |           |  |
|                        |                       | …                    | …        |  |  |       |  |  |          |  |  |           |  |
|                        |                       | …                    | …        |  |  |       |  |  |          |  |  |           |  |
| …                      |                       | …                    |          |  |  |       |  |  |          |  |  |           |  |
|                        |                       | …                    | …        |  |  |       |  |  |          |  |  |           |  |
|                        |                       | …                    | …        |  |  |       |  |  |          |  |  |           |  |
|                        |                       | …                    | …        |  |  |       |  |  |          |  |  |           |  |
| Rusudan di Georgia     |                       | …                    |          |  |  |       |  |  |          |  |  |           |  |
|                        | Demetrio I di Georgia | Davide IV di Georgia |          |  |  |       |  |  |          |  |  |           |  |
|                        | Demetrio I di Georgia | Davide IV di Georgia |          |  |  |       |  |  |          |  |  |           |  |
|                        | Demetrio I di Georgia | …                    |          |  |  |       |  |  |          |  |  |           |  |
| Giorgio III di Georgia | Demetrio I di Georgia |                      |          |  |  |       |  |  |          |  |  |           |  |
|                        |                       | …                    | …        |  |  |       |  |  |          |  |  |           |  |
|                        |                       | …                    | …        |  |  |       |  |  |          |  |  |           |  |
|                        |                       | …                    | …        |  |  |       |  |  |          |  |  |           |  |
| Tamara di Georgia      |                       | …                    |          |  |  |       |  |  |          |  |  |           |  |
|                        |                       | Khuddan degli Osi    | …        |  |  |       |  |  |          |  |  |           |  |
|                        |                       | Khuddan degli Osi    | …        |  |  |       |  |  |          |  |  |           |  |
|                        |                       | Khuddan degli Osi    | …        |  |  |       |  |  |          |  |  |           |  |
| Burdukhan d'Alania     |                       | Khuddan degli Osi    |          |  |  |       |  |  |          |  |  |           |  |
|                        |                       | …                    | …        |  |  |       |  |  |          |  |  |           |  |
|                        |                       | …                    | …        |  |  |       |  |  |          |  |  |           |  |
|                        |                       | …                    | …        |  |  |       |  |  |          |  |  |           |  |
|                        |                       | …                    |          |  |  |       |  |  |          |  |  |           |  |